# ZaSu Pitts
ZaSu Pitts (Parsons (Kansas), 3 de gener de 1894 – Hollywood, 7 de juny de 1963), nascuda Eliza Susan Pitts, va ser una actriu de cinema nord-americana. La seva carrera abasta quasi sis dècades on interpretà tant papers dramàtics com de comèdia. És coneguda sobretot per les pel·lícules Greed (1924) i The Wedding March (1928), dirigides per Erich von Stroheim.

## Biografia
La data de naixement de ZaSu Pitts varia en funció de la font: tant el New York Times, en anunciar la seva mort, com la seva làpida esmenten que va néixer el 1900, però el seu biògraf, Charles Stumpf, indica que el naixement es va produir el 1894, i encara altres fonts coetànies, esmenten el 1898. El seu pare era Rulandus Pitts, mutilat de guerra durant la batalla de Gettysburg, i Nellie Shay, d'origen irlandès. El seu nom ZaSu deriva de combinar els noms de les dues germanes del seu pare, Eliza i Susan. El 1903 la família es va mudar a Santa Cruz, Califòrnia, on ZaSu va anar a l'escola. Amb la mort del seu pare, va haver de buscar-se feina per ajudar a l'economia familiar. Aficionada al teatre des de l'escola, com que la feina a Santa Cruz era molt estacional, es va dirigir a Hollywood per intentar fer carrera com a actriu. Els primers papers el va obtenir amb la Universal amb la productora LaSalle.
Després de treballar com a extra, quasi per atzar la van contractar en la pel·lícula de Mary Pickford Rebecca of Sunnybrook Farm (1917) i es va incorporar a la companyia. Allà, Frances Marion la va incloure amb un petit paper a The Little Princess (1917). La pel·lícula va ser un èxit i la revista Moving Picture World va fer especial menció al paper de Zasu. Després de participar en una tercera pel·lícula, How Could You, Jean? (1918), ZaSu va començar a ser contractada per diferents productores interpretant diferent tipus de rols. El seu primer paper protagonista va ser a Better Times (1919) dirigida per King Vidor. Va treballar per a molts estudis, inclosos la Universal, la Metro i Famous Players-Lasky, apareixent tant en drames com en comèdies. Apart de les ja esmentades, entre les seves pel·lícules s'hi troben A Modern Musketeer (1917) produïda per Famous Players, o As The Sun Went Down (1919), de la Metro. També va aparèixer en moltes pel·lícules per a la Robertson-Cole, com The Other Half i Poor Relations (ambdues en 1919). De totes maneres, el paper més famós de ZaSu va ser el de Trina Sieppe, la dona avariciosa del clàssic Greed (1924) d'Erich von Stroheim.

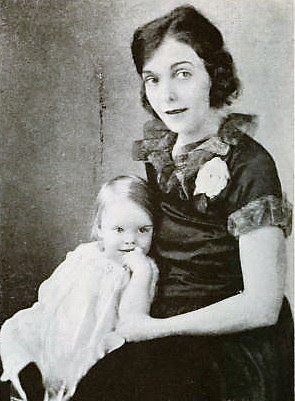
Retrat amb la seva filla Ann

Amb l'arribada del cinema sonor, es va especialitzar en comèdies lleugeres. Tot i això, ZaSu va ser seleccionada per interpretar el rol de la mare en el clàssic del cinema anti-bèl·lic All Quiet On The Western Front (1930), però després que en la pre-estrena el públic rigués en veure-la (ja que en aquell moment l'associava principalment a una actriu còmica) es van tornar a filmar les seves escenes amb l'actriu Beryl Mercer. A partir d'aquell moment, ZaSu va interpretar principalment papers còmics durant la resta de la seva carrera cinematogràfica. Va aparèixer en pel·lícules des dels anys trenta fins a la dècada de 1950, també va actuar a la ràdio i en algunes sèries de televisió.

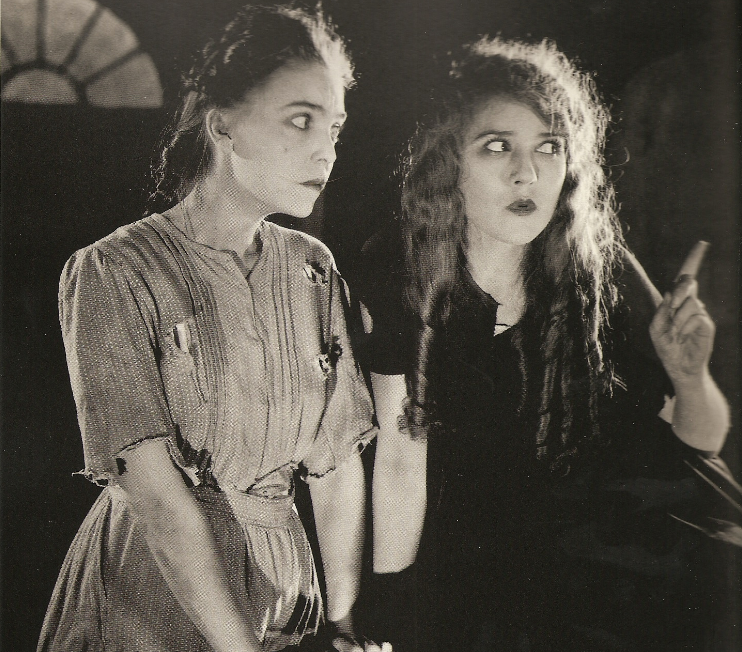
ZaSu Pitts i Mary Pickford a la pel·lícula "A Little Princess" (1917).

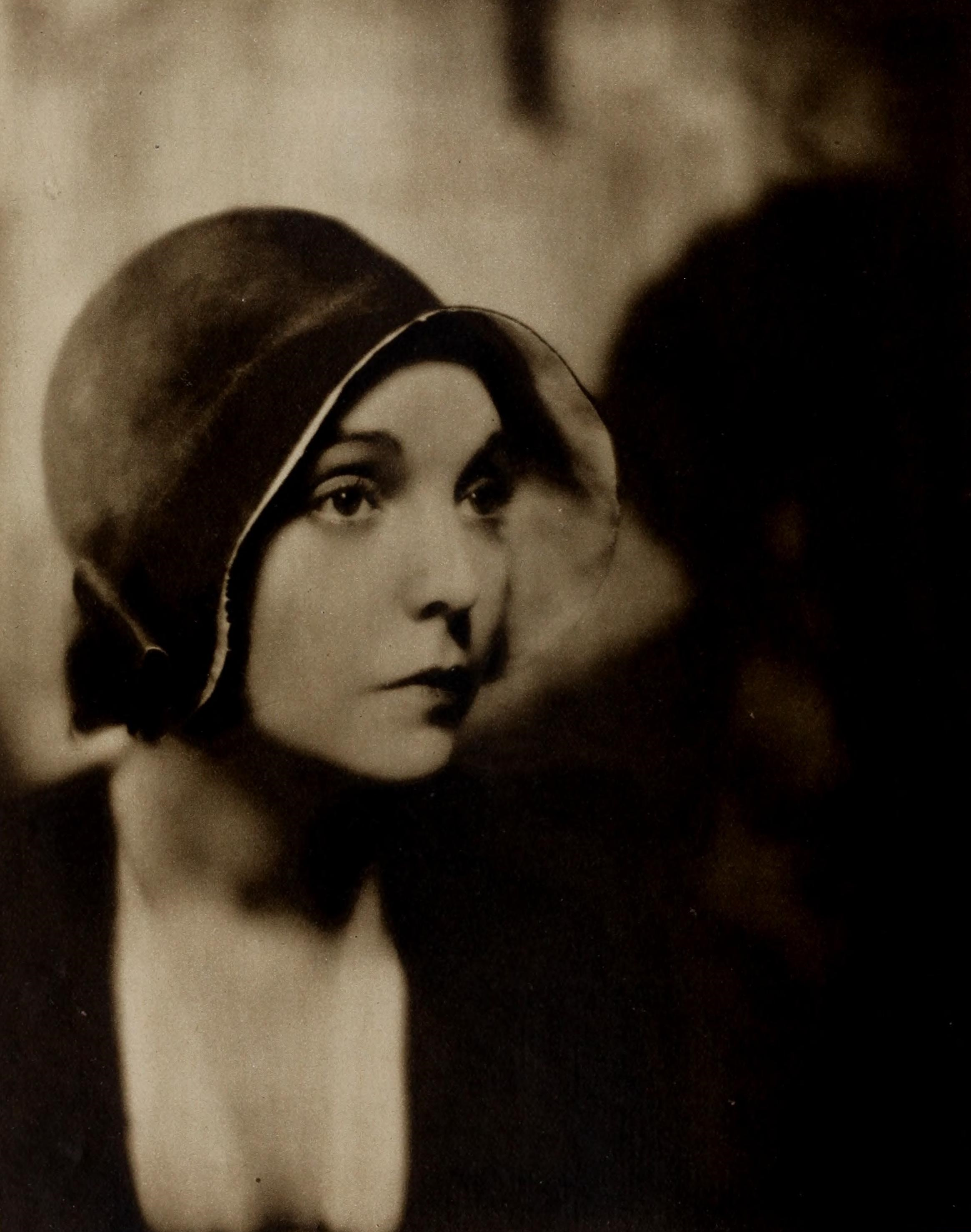
Retrat del 1930

ZaSu es va casar dues vegades, la primera el 1920 amb l'actor Tom Gallery. El 1922 van tenir una filla, Ann. Durant el rodatge de Souls for Sale (1923) ZaSu va fer gran amistat amb Barbara La Marr que tenia un fill de la mateixa edat aproximadament. En morir La Marr el 1926, ZaSu i el seu marit adoptaren el fill d'aquesta i li canviaren el nom pel de Donald Michael Gallery. ZaSu es va divorciar el 1932 i es va tornar a casar el 1933 amb John Woodall, matrimoni que va durar fins a la seva mort el 1963, a causa d'un càncer.

## Filmografia

### Cinema mut
- Uneasy Money (1917)
- Tillie of the Nine Lives (1917)
- A Desert Dilemma (1917)
- His Fatal Beauty (1917)
- Discords in ‘A’ Flat (1917)
- He Had 'em Buffaloed (1917)
- Canning the Cannibal King (1917)
- The Battling Bellboy (1917)
- O-My the Tent Mover (1917)
- Behind the Map (1917)
- Why They Left Home (1917)
- Rebecca of Sunnybrook Farm (no acreditada, 1917)
- '49-'17 (no acreditada, 1917)
- The Little Princess (1917)
- A Modern Musketeer (1917)
- Who's Your Wife? (1918)
- Good Night, Paul (1918)
- How Could You, Jean (1918)
- The Pie Eyed Piper (1918)
- A Society Sensation (1918)
- The Talk of the Town (1918)
- A Lady's Name (1918)
- As the Sun Went Down (1919)
- Men, Women, and Money (1919)
- Better Times (1919)
- The Other Half (1919)
- Poor Relations, (1919)
- Seeing It Through (1920)
- Bright Skies (1920)
- Heart of Twenty (1920)
- Patsy (1921)
- Is Matrimony a Failure? (1922)
- For the Defense (1922)
- Youth to Youth (1922)
- A Daughter of Luxury (1922)
- Poor Men's Wives (1923)
- The Girl Who Came Back  (1923)
- Mary of the Movies (1923)
- Three Wise Fools, (1923)
- Souls for Sale (1923)
- Hollywood (1923)
- Tea: With a Kick! (1923)
- West of the Water Tower (1923)
- Sunlight of Paris (1924)
- Daughters of Today (1924)
- The Goldfish (1924)
- Triumph, (1924)
- Changing Husbands, (1924)
- Legend of Hollywood, (1924)
- The Fast Set, (1924)
- Secrets of the Night, (1924)
- Greed, (1924)
- The Great Divide (1925)
- The Re-Creation of Brian Kent (1925)
- Old Shoes (1925)
- Pretty Ladies (1925)
- A Woman's Faith (1925)
- The Business of Love (1925)
- Thunder Mountain, (1925)
- Lazybones (1925)
- Wages for Wives, (1925)
- The Great Love (1925)
- Mannequin (1926)
- What Happened to Jones (1926)
- Montecarlo, (1926)
- Early to Wed, (1926)
- Sunny Side Up, (1926)
- Risky Business, (1926)
- Her Big Night, (1926)
- Casey at the Bat, (1927)
- Sunlight (1928)
- 13 Washington Square, (1928)
- Wife Savers, (1928)
- Buck Privates, (1928)
- The Wedding March, (1928)

### Cinema sonor
- Sins of the Fathers (1928)
- The Dummy (1929)
- The Squall, (1929)
- Twin Beds, (1929)
- The Argyle Case, (1929)
- Her Private Life, (1929)
- Oh, Yeah! (1929)
- Paris, (1929)
- The Locked Door, (1929)
- This Thing Called Love (1929)
- No, No, Nanette, (1930)
- Honey, (1930)
- The Devil's Holiday, (1930)
- Little Accident (1930)
- The Squealer (1930)
- Monte Carlo, (1930)
- War Nurse (1930)
- The Lottery Bride (1930)
- River's End (1930)
- Sin Takes a Holiday, (1930)
- Passion Flower (1930)
- Free Love, (1930)
- Finn and Hattie (1931)
- The Bad Sister (1931)
- Beyond Victory (1931)
- Seed, (1931)
- Let's Do Things (1931)
- A Woman of Experience (1931)
- Their Mad Moment (1931)
- Catch-As Catch-Can, (1931)
- The Big Gamble, (1931)
- The Pajama Party (1931)
- Penrod and Sam, (1931)
- The Guardsman (1931)
- War Mamas (1931)
- The Secret Witness (1931)
- On the Loose, (1931)
- The Unexpected Father (1932)
- Cançó de bressol trencada (Broken Lullaby) (1932)
- Seal Skins (1932)
- Steady Company, (1932)
- Red Noses, (1932)
- Shopworn, (1932)
- Destry Rides Again (1932)
- Strictly Unreliable, (1932)
- The Trial of Vivienne Ware, (1932)
- Strangers of the Evening (1932)
- Westward Passage (1932)
- The Old Bull (1932)
- Is My Face Red? (1932)
- Make Me a Star (1932)
- Roar of the Dragon, (1932)
- The Vanishing Frontier (1932)
- Show Business, (1932)
- Back Street, (1932)
- Blondie of the Follies (1932)
- Alum and Eve (1932)
- The Crooked Circle, (1932)
- Once in a Lifetime, (1932)
- The Soilers (1932)
- Madison Sq. Garden (1932)
- Sneak Easily (1932)
- They Just Had to Get Married (1932)
- Asleep in the Feet (1933)
- Maids a la Mode (1933)
- The Bargain of the Century (1933)
- Out All Night, (1933)
- Hello, Sister! (1933)
- One Track Minds (1933)
- Professional Sweetheart (1933)
- Her First Mate, (1933)
- Love, Honor and Oh Baby! (1933)
- Aggie Appleby Maker of Men (1933)
- Meet the Baron (1933)
- Mr. Skitch (1933)
- The Meanest Gal in Town (1934)
- Two Alone (1934)
- Three on a Honeymoon (1934)
- Sing and Like It (1934)
- Love Birds (1934)
- Private Scandal (1934)
- Dames, (1934)
- Their Big Moment (1934)
- Mrs. Wiggs of the Cabbage Patch, (1934)
- The Gay Bride (1934)
- Noblesa obliga (Ruggles of Red Gap), (1935)
- Spring Tonic (1935)
- Going Highbrow (1935)
- She Gets Her Man (1935)
- Hot Tip (1935)
- The Affair of Susan, (1935)
- Thirteen Hours by Air, (1936)
- Mad Holiday (1936)
- The Plot Thickens, (1936)
- Sing Me a Love Song (1936)
- Wanted! (1937)
- Merry Comes to Town (1937)
- Forty Naughty Girls (1937)
- Samoa (52nd Street) (1937)
- The Lady's from Kentucky (1939)
- Naughty But Nice, (1939)
- Mickey the Kid (1939)
- Nurse Edith Cavell, (1939)
- Eternament teva (Eternally Yours), (1939)
- It All Came True (1940)
- No, No, Nanette, (1940)
- Uncle Joe, (1941)
- Broadway Limited, (1941)
- Niagara Falls (1941)
- Weekend for Three (1941)
- Miss Polly (1941)
- Mexican Spitfire's Baby, (1941)
- Mexican Spitfire at Sea, (1942)
- The Bashful Bachelor, (1942)
- So's Your Aunt Emma!, (1942)
- Tish, (1942)
- Let's Face It, (1943)
- Breakfast in Hollywood, (1946)
- The Perfect Marriage, (1947)
- La vida amb el pare (Life with Father) (1947)
- Francis, (1950)
- Denver and Rio Grande, (1952)
- Francis i les Wacs (Francis Joins the WACS), (1954)
- This Could Be the Night, (1957)
- Teenage Millionaire, (1961)
- The Thrill of It All, (1963)
- El món és boig, boig, boig (It's a Mad, Mad, Mad, Mad World), (1963)